# George Livingstone
George Livingstone (Dumbarton, 5 maggio 1876 – Helensburgh, 15 gennaio 1950) è stato un calciatore e allenatore di calcio scozzese, di ruolo attaccante.

## Carriera

### Club
Nel 1896 passa dal Dumbarton all'Hearts, dove vince il campionato scozzese alla sua prima annata. Nel 1900 si trasferisce in Inghilterra, al Sunderland, società nella quale mette a segno 11 reti in 30 giornate di campionato. Nel maggio del 1901 ritorna in patria, vestendo la maglia del Celtic: dopo una sola stagione, nell'estate 1902 è acquistato dal Liverpool e con i Reds sigla 4 gol in 31 incontri di campionato. L'anno seguente si trasferisce al Manchester City, restando nella massima divisione inglese: gioca tre anni con la casacca dei Citizens, vincendo la FA Cup 1904. Ritornato in Scozia nel 1906, ai Rangers di Glasgow, nel gennaio del 1909 il Manchester United lo acquista e Livingstone esordisce il 23 gennaio seguente nel derby contro la sua ex Manchester City vinto 3-1: lo scozzese è decisivo, grazie alla sua doppietta. Il 13 aprile successivo segna l'unica rete che permette all'United di espugnare il campo del Notts County, terminando la stagione con 11 presenze e 3 reti in campionato e 2 incontri di FA Cup. Gioca diversi incontri nelle stagioni seguenti (16 nel 1910-1911, 10 nel 1911-1912) senza però andare mai a segno: al termine del 1911 il Manchester United si laurea campione d'Inghilterra. Tra il 1912 e il 1914 scende in campo in sei occasioni, segnando il suo ultimo gol il 14 settembre 1912 in una sfida di campionato contro il WBA vinta 2-1. Si ritira dal calcio giocato nel 1914.

### Nazionale
Esordisce il 7 aprile del 1906 contro l'Inghilterra (2-1).

### Allenatore
Nella stagione 1920-1921 diviene il vice allenatore dei Rangers che a fine stagione vince il titolo scozzese. Nel 1928 è chiamato alla guida del Bradford City, che porta alla conquista della terza divisione nel 1929. Sei anni più tardi, nel 1935, lascia l'incarico.

## Palmarès

### Calciatore

#### Club

##### Competizioni nazionali
- Campionato scozzese: 1

Hearts: 1896-1897
- Coppa d'Inghilterra: 1

Manchester City: 1903-1904
- Campionato inglese: 1

Manchester United: 1910-1911

### Allenatore

#### Club

##### Competizioni nazionali
- Third Division North: 1

Bradford City: 1928-1929